# Eupithecia libanotica
Eupithecia libanotica är en fjärilsart som beskrevs av Leo Schwingenschuss 1955. Eupithecia libanotica ingår i släktet Eupithecia och familjen mätare. Inga underarter finns listade i Catalogue of Life.